# 1957 au cinéma
| Années du cinéma : 1954 - 1955 - 1956 - 1957 - 1958 - 1959 - 1960    |
| Décennies du cinéma : 1920 - 1930 - 1940 - 1950 - 1960 - 1970 - 1980 |

Cet article présente les faits marquants de l'année 1957 au cinéma.

## Événements
Le 11 mars 1957 a été promulguée une loi qui reconnaît des droits patrimoniaux et le droit moral aux auteurs d’œuvres cinématographiques, littéraires, ou bien encore photographiques.

## Principaux films de l'année
- À des millions de kilomètres de la Terre (20 million miles to Earth) réalisé par Nathan Juran avec William Hopper
- À l'heure zéro (Zero Hour!) réalisé par Hall Bartlett avec Dana Andrews, Linda Darnell et Sterling Hayden
- À pied, à cheval et en voiture de Maurice Delbez avec Noël-Noël.
- Amour de poche de Pierre Kast avec Jean Marais, Geneviève Page, Jean-Claude Brialy
- Berlin – À l'angle de la Schönhauser (Berlin - Ecke Schönhauser) reálisé par Gerhard Klein avec Harry Engel, Siegfried Weiß et Ingeborg Beeske (Arte).
- Des verstes sous le feu réalisé par Samson Samsonov (U.R.S.S.)
- Douze Hommes en colère (Twelve Angry Men) réalisé par Sidney Lumet avec Lee J. Cobb et Henry Fonda.
- Elle et Lui (An affair to remember) de Leo McCarey avec Cary Grant et Deborah Kerr.
- Frankenstein s'est échappé : film fantastique anglais de Terence Fisher avec Peter Cushing et Christopher Lee.
- Gotoma the Buddha réalisé par Rajbans Khanna (Inde).
- Ils aimaient la vie réalisé par Andrzej Wajda (Pologne).
- L'Arbre de vie réalisé par Edward Dmytryk.
- La Belle de Moscou réalisé par Rouben Mamoulian (USA).
- La Vallée de la paix réalisé par France Stiglic (Yougoslavie) avec John Kitzmiller.
- Le Cri, de Michelangelo Antonioni (sortie en France en septembre).
- Le Fort de la dernière chance (The Guns of Fort Petticoat) de George  Marshall.
- Le Pont de la rivière Kwaï de David Lean avec Alec Guinness.
- L'Esclave libre : Film américain de Raoul Walsh avec Clark Gable, Yvonne De Carlo, Sidney Poitier (sortie le 3 août).
- Le Septième Sceau (Det sjunde inseglet) d'Ingmar Bergman.
- Le soleil se lève aussi (The Sun Also Rises) d'Henry King avec Tyrone Power et Ava Gardner.
- Les Bas-fonds (Donzoko), drame de Akira Kurosawa (Japon) avec Toshirō Mifune, Ganjiro Nakamura et Isuzu Yamada.
- Les Fraises sauvages d'Ingmar Bergman avec Victor Sjöström.
- Les Frères Karamazov (The Brothers Karamazov) réalisé par Richard Brooks avec Richard Basehart et Lee J. Cobb.
- Nuits blanches  (Le notti bianche) de Luchino Visconti (sortie en France le 18 mai 1958).
- Les Nuits de Cabiria (Le Notti di Cabiria), de Federico Fellini avec Giulietta Masina (Prix d'interprétation), François Périer et Franca Marzi.
- Les Sentiers de la gloire (Paths of Glory) réalisé par Stanley Kubrick avec Kirk Douglas et Ralph Meeker.
- Les trois font la paire comédie dramatique de Sacha Guitry avec Michel Simon, Sophie Desmarets et Philippe Nicaud.
- Le Temps des œufs durs comédie de Norbert Carbonnaux avec Fernand Gravey, Darry Cowl et Pierre Mondy.
- Le Toit du Japon (Shiroi sanmyaku) réalisé par Sadao Imamura (Japon).
- Le Triporteur comédie de Jack Pinoteau avec Darry Cowl, Béatrice Altariba et Jean-Claude Brialy.
- L'Extravagant Monsieur Cory, de Blake Edwards avec Tony Curtis.
- L’Homme qui rétrécit film de science-fiction américain de Jack Arnold, avec Grant Williams, Randy Stuart, April Kent.
- Montparnasse 19 drame de Jacques Becker avec Gérard Philipe, Anouk Aimée et Lilli Palmer.
- Mother India de Mehboob Khan avec Nargis.
- Quand se lève la lune : Film irlandais de John Ford avec Noel Purcell, Cyril Cusack, Jimmy O'Dea, Tony Quinn.
- Règlements de comptes à O.K. Corral (Gunfight at the O.K. Corral) réalisé par John Sturges.
- Sissi face à son destin (Sissi Schicksalsjahre einer Kaiserin) réalisé par Ernst Marischka (Autriche) avec Romy Schneider et Karlheinz Böhm.
- SOS Noronha de Georges Rouquier avec Jean Marais, Daniel Ivernel, Yves Massard, Ruy Guerra
- Témoin à charge : Suspense américain de Billy Wilder avec Marlène Dietrich, Tyrone Power.
- Typhon sur Nagasaki d'Yves Ciampi avec Danielle Darrieux, Jean Marais, Keiko Kishi, Sō Yamamura, Kumeko Urabe, Gert Fröbe
- Un condamné à mort s'est échappé réalisé par Robert Bresson.
- Un homme dans la foule (A Face in the Crowd), comédie dramatique de Elia Kazan avec Andy Griffith, Patricia Neal et Anthony Franciosa.
- Un roi à New York de et avec Charlie Chaplin.

## Festivals

### 17 mai:Cannes
- Palme d'or très contestée à La Loi du Seigneur (Friendly Persuasion) de William Wyler avec Gary Cooper, Andy Griffith et Patricia Neal.
- Prix spécial du Jury : Ils aimaient la vie (Kanal) d'Andrzej Wajda et Le Septième Sceau (Det Sjunde Inseglet) d'Ingmar Bergman
- Le Quarante et unième réalisé par Grigori Tchoukhraï (URSS), Prix spécial au Festival de Cannes.

### Autres festivals
- 8 septembre : Aparajito, film de Satyajit Ray, Lion d'or à la Mostra de Venise. Les Nuits blanches, de Luchino Visconti, Lion d’argent.

## Récompenses

### Oscars
- Le Pont de la rivière Kwaï (The Bridge on the River Kwai) réalisé par David Lean (Royaume-Uni) avec Alec Guinness et William Holden - Remporte l'Oscar du meilleur film et six autres Oscars (27 février 1958)

### Autres récompenses
- 13 décembre : Le prix Louis-Delluc pour Ascenseur pour l'échafaud de Louis Malle avec Jeanne Moreau et Maurice Ronet

## Box-office
- France[2] :

1. Le pont de la rivière Kwaï de David Lean
2. Sissi d'Ernst Marischka
3. Sissi impératrice d'Ernst Marischka
4. Le Triporteur de Claude Pinoteau
5. Le Chômeur de Clochemerle de Jean Boyer

- États-Unis :

1. Le pont de la rivière Kwaï de David Lean
2. Les Plaisirs de l'enfer de Mark Robson
3. Sayonara de Joshua Logan
4. Fidèle Vagabond de Robert Stevenson
5. L'Arbre de vie d'Edward Dmytryk

## Principales naissances
- 12 janvier : John Lasseter
- 18 janvier : Patrice Baudrier
- 27 février : Timothy Spall
- 4 mars : Mykelti Williamson
- 15 mars : David Silverman
- 20 mars : Chris Wedge
- 29 mars : Christophe Lambert
- 29 avril : Daniel Day-Lewis
- 5 mai : Richard E.Grant
- 25 mai : Véronique Augereau
- 23 juin : Frances McDormand
- 26 juin : Véronique Genest
- 3 juillet : Michele Soavi
- 4 juillet : Dmitri Nazarov
- 24 juillet : Dirce Funari
- 5 août : Joanne Samuel
- 18 août : 
  - Carole Bouquet
  - Denis Leary
- 24 août : Stephen Fry
- 28 août : Daniel Stern
- 15 septembre : Brad Bird
- 25 septembre : Michael Madsen (mort le 3 juillet 2025)
- 5 octobre : Bernie Mac (mort le 9 août 2008)
- 3 novembre, Dolph Lundgren
- 25 novembre : John Penhall
- 10 décembre : Michael Clarke Duncan (mort le 3 septembre 2012)

## Principaux décès
- 14 janvier : Humphrey Bogart, acteur américain (°25 décembre 1899)
- 26 mars : Max Ophüls, cinéaste français d'origine allemande (°6 mai 1902)
- 12 mai Erich von Stroheim (Erich Oswald Stroheim, dit) acteur et cinéaste autrichien (22 septembre 1885, Vienne)
- 24 juillet : Sacha Guitry, dramaturge et cinéaste français (° 21 février 1885)
- 7 août : Oliver Hardy, acteur comique américain (° 18 janvier 1892)
- 29 octobre : Louis B. Mayer, producteur américain (° 4 juillet 1885)
- 10 novembre : Pierre Alcover, acteur français (° 14 mars 1893)
- 26 novembre : Billy Bevan, acteur américain
- 9 décembre : Musidora, actrice et réalisatrice française.
- 25 décembre : Charles Pathé, ingénieur français, pionnier de l'industrie cinématographique (° 25 décembre 1863)